# L'Âme-sœur (film, 1999)
Pour les articles homonymes, voir L'Âme-sœur.
Pour plus de détails, voir Fiche technique et Distribution.
L'Âme sœur est un film français de Jean-Marie Bigard, sorti en 1999. Il aborde le thème de l'amour.

## Synopsis
Valentina et Rémi sont nés le même jour à la même heure, il y a deux mille ans, et ils s'aiment. Ils se croisent sur Terre et sont sans cesse séparés.
Ils décident de prendre leur destin en mains depuis le Paradis, quitte à en supporter les conséquences sur Terre. Aussi, quand Valentina est assassinée, Rémi la ressuscite.
Ils se rendent compte qu'ils ne peuvent être séparés une nouvelle fois, quitte à combattre les meurtriers, la police qui a du mal à croire à un assassinat sans victime, et un émissaire du Vatican peu enclin à laisser la concurrence s'emparer du marché des miracles.

## Fiche technique
- Titre : L'Ame sœur
- Réalisation : Jean-Marie Bigard
- Scénario : Jean-Marie Bigard et Christian Biegalski
- Production : Jean-Claude Fleury
- Pays d'origine :  France
- Genre : comédie fantastique
- Durée : 90 minutes
- Date de sortie : 7 avril 1999

## Distribution
- Jean-Marie Bigard : Remi
- Yvonne Sciò : Valentina
- Éric Prat : Père Douillet
- Luc Florian : Leterron
- Marina Tomé : Flore
- Candide Sanchez : Laurent
- André Pousse : Monseigneur Lacaze
- Armelle : madame Blaireau
- Paco Cabezas : Eddy
- Emmanuel Donzella : Martin
- Claudia Bossi Bigard : la Karatéka
- Albert Delpy : Balthazar
- Patrick Poivre d'Arvor : lui-même

## Box-office
| Pays ou région | Box-office     | Date d'arrêt du box-office | Nombre de semaines |
| -------------- | -------------- | -------------------------- | ------------------ |
| France         | 44 663 entrées | 13 avril 1999              | 1                  |